# Synhalcampella oustromovi
Synhalcampella oustromovi är en havsanemonart som först beskrevs av Wyragévitch 1905.  Synhalcampella oustromovi ingår i släktet Synhalcampella och familjen Edwardsiidae. Inga underarter finns listade i Catalogue of Life.